# Lago di Vico

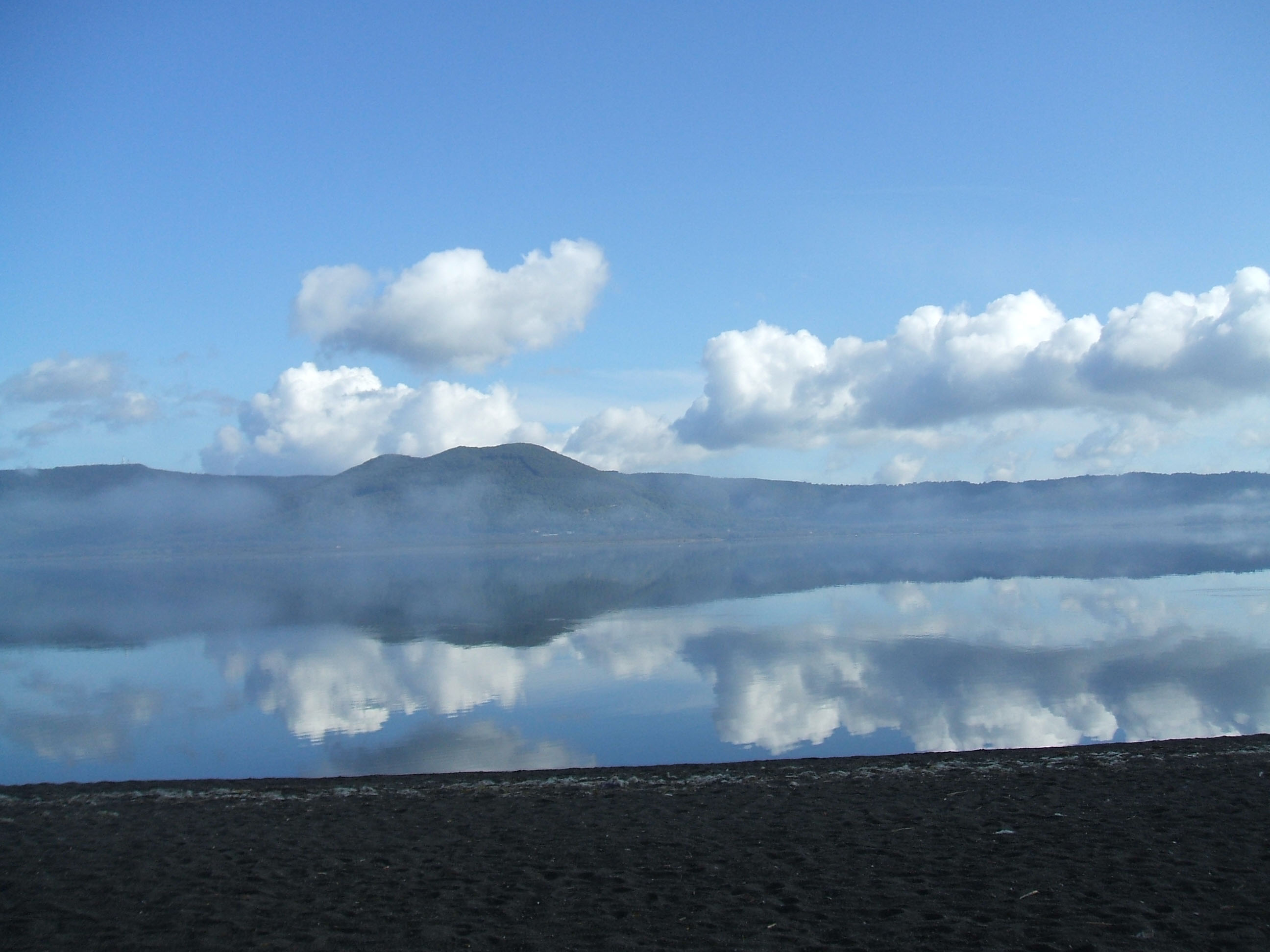
Il Monte Venere sul lago

Il lago di Vico o lago Cimino (in latino Lacus Ciminus o Lacus Ciminius) è un lago di origine vulcanica dell'Italia centrale situato nella provincia di Viterbo. Con i suoi 507 m s.l.m., vanta il primato di altitudine tra i grandi laghi italiani. È circondato dal complesso montuoso dei monti Cimini; in particolare è cinto dal monte Fogliano (965 m) e dal monte Venere (851 m).
Per le peculiari caratteristiche naturali è incluso tra le aree di particolare valore naturalistico del Lazio e tra i biotopi di rilevante interesse naturalistico in Italia. Dal 1982 è area protetta appartenente alla Riserva naturale Lago di Vico e perciò non ha patito la speculazione edilizia. Poche le abitazioni che si affacciano sul lago: vi insiste solo una piccola zona residenziale denominata Punta del Lago, sorta negli anni '60-'70 e sita nel territorio del comune di Ronciglione. 
Dal 1995 il lago di Vico è stato individuato come Sito di interesse comunitario assieme ai monti Fogliano e Venere; questi ultimi nel 1999 sono stati a loro volta dichiarati Zona di protezione speciale; dal dicembre del 2016 infine lo status di ZPS è stato esteso all'intera area.
Il lago e la riserva naturale, soprattutto d'estate, sono molto frequentati da turisti locali, nazionali e internazionali, sia per la balneazione che per l'escursionismo. Vi sono infatti stabilimenti balneari, con ristoranti o aree picnic, e sono anche segnalati itinerari per il trekking e in generale per l'escursionismo a piedi.

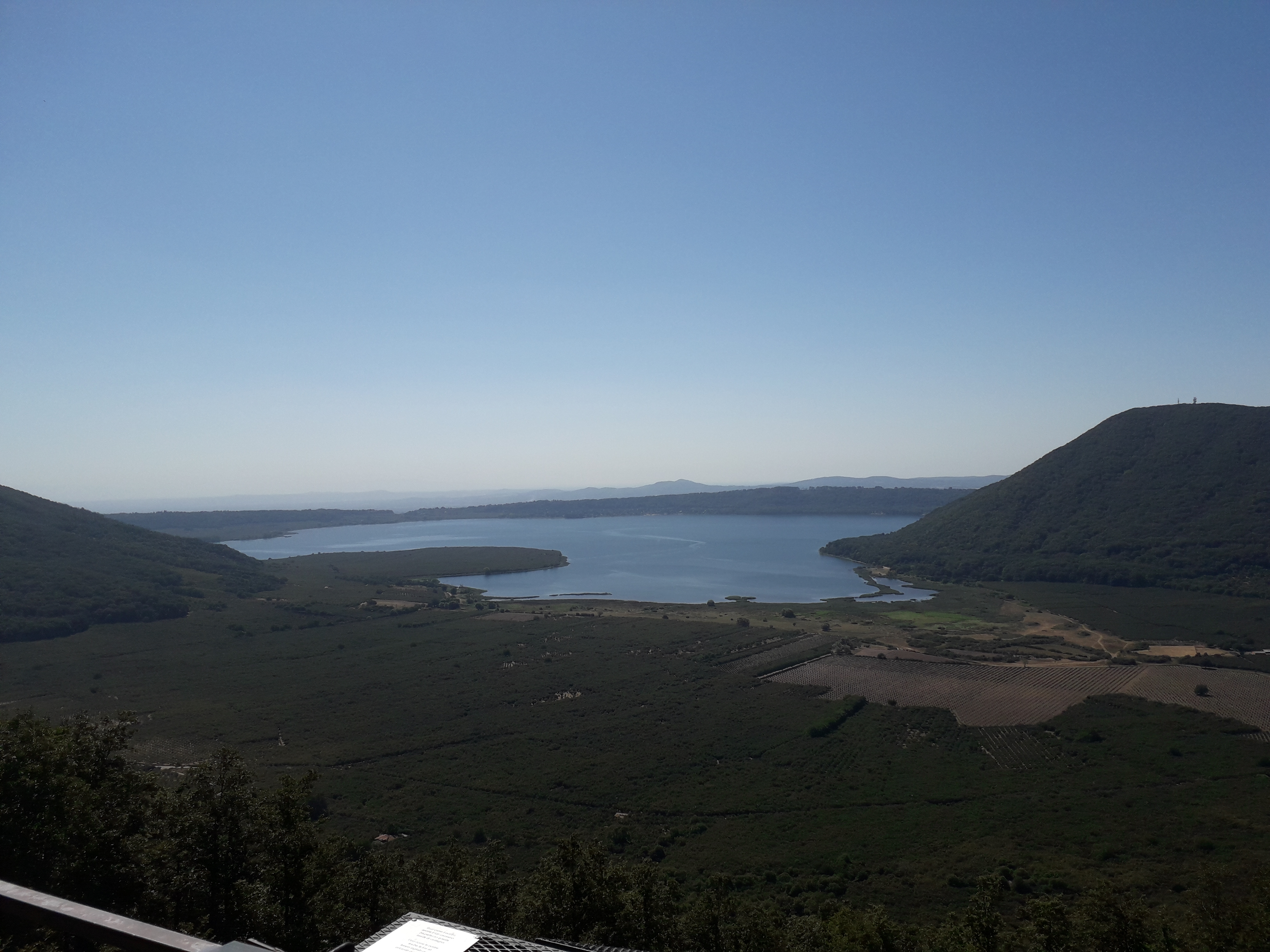
Vista del lago dalla rampa di decollo dei deltaplani (lato nord-ovest del lago)

Sul versante nord-occidentale del lago, lungo la SP 39 che lo circonda, è presente una rampa per il decollo di deltaplani e parapendii, anch'essa frequentata da turisti per l'eccellente vista panoramica sul lago stesso e sui due monti Venere e Fogliano.

## Origine
Incerta è l'origine del nome: potrebbe derivare dalla località di Vicus Matrini – importante centro che sorgeva sulla via Cassia a circa tre chilometri e toponimo citato anche sulla Tabula Peutingeriana – o da un piccolo Vicus sorto in età romana sui margini meridionali del bacino lacustre, Vicus Elbii, che risultava scomparso già dall'età altomedievale. L'area vicana era attraversata da un'importantissima arteria stradale, alternativa alla Via Cassia romana, detta via Ciminia, il controllo della quale portò prestigio e ricchezze dapprima alla potente famiglia dei Prefetti di Vico tra XII e inizio del XV secolo, e poi ai Farnese durante il secolo XVI. Il tracciato attraversava il borgo omonimo, sovrastato da un'altura su cui sorgeva la fortificazione della famiglia dei Prefetti di Vico, che da quella località prese il nome.
Secondo la leggenda il lago ebbe origine dalla verga di ferro che Ercole infisse nel terreno per dimostrare la propria forza, sfidato gli abitanti del luogo; nessuno riuscì a rimuoverla. Quando l'eroe lo fece, sgorgò un enorme getto d'acqua che andò a riempire la valle, formando così il lago.
Il lago di Vico è in realtà il risultato di una serie di lunghe e potenti fasi di attività vulcanica, succedutesi tra 400.000 e 93.000 anni fa e scaturite da diversi centri di origine: per questo la sua caldera ha una forma "policentrica". Il lago ha avuto origine dopo la cessazione delle fasi vulcaniche, intorno a circa 90.000 anni, fa in seguito al riempimento della caldera vulcanica mediante le piogge e le nevi delle fasi glaciali.

## L'emissario

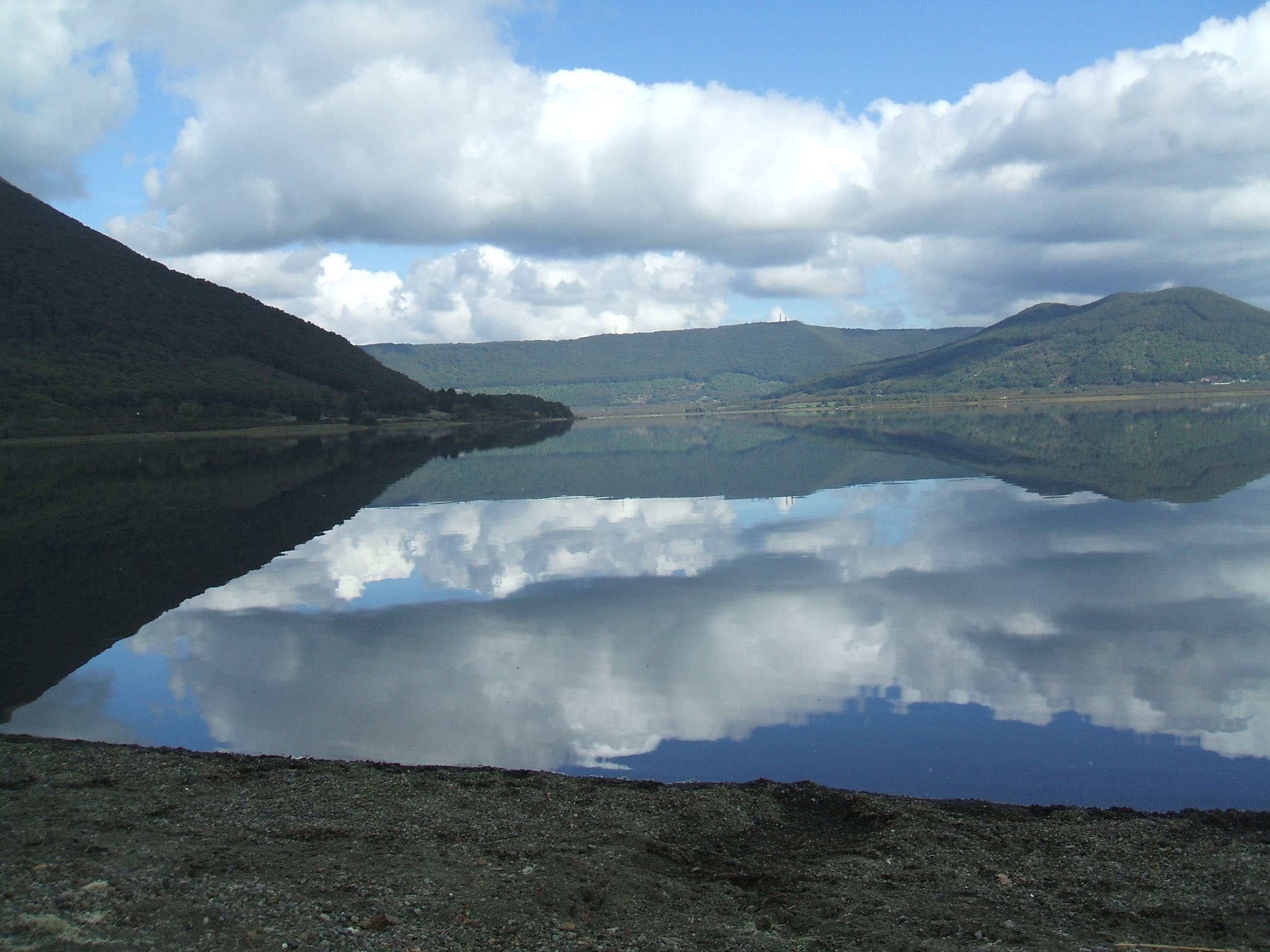
Panorama del lago

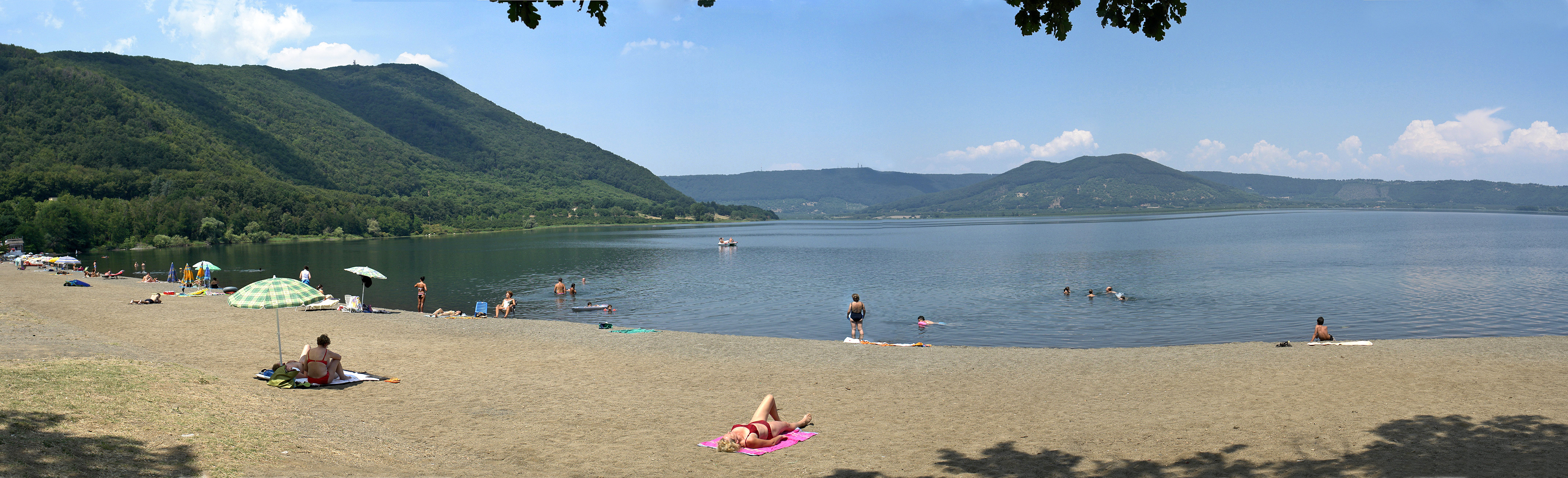
La spiaggia

### Il rio Vicano

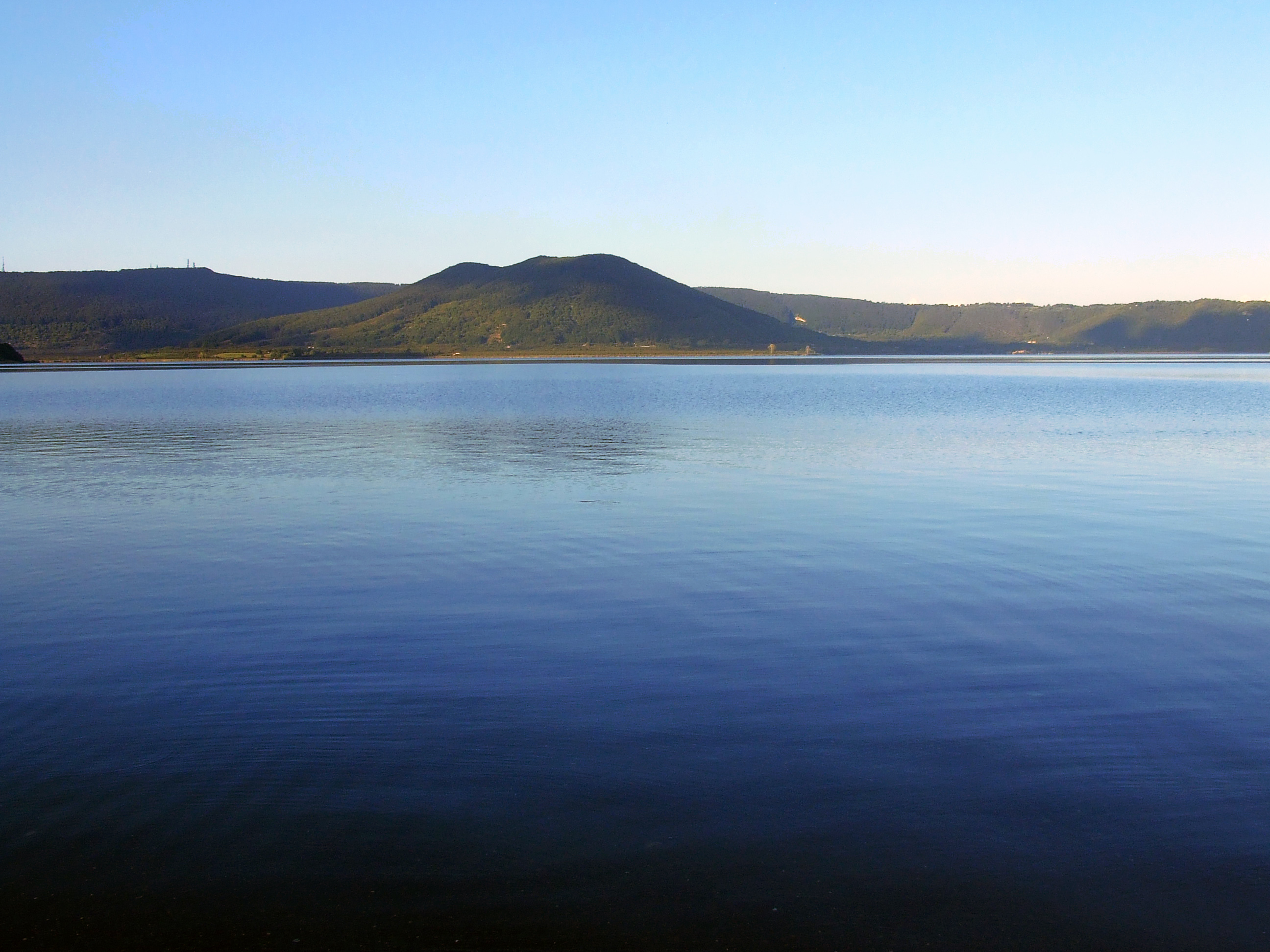
Il lago di Vico e, sullo sfondo, il monte Venere

Il rio Vicano è l'originale emissario che dal lago di Vico scendeva a valle verso il fiume Treja fuoriuscendo dal punto in cui la cinta calderica è meno elevata. In un momento non conosciuto dell'età romana, le acque furono fatte confluire nel Rio Vicano tramite una conduttura artificiale, poi riattivata nel XVI secolo con una serie di interventi fatti realizzare dai Farnese. Alcuni studiosi hanno supposto che il livello del lago sia stato abbassato sin dall'età etrusca, ma l'evidenza archeologica al momento è quella presente nell'emissario farnesiano, recentemente esplorato dal personale della Riserva assieme a membri della Commissione Nazionale Cavità Artificiali della Società Speleologica Italiana: un sorprendente tunnel scavato nel tufo in età romana dall'andamento irregolare (per diminuire la pressione di uscita). Il condotto, la cui volta è sostenuta da ricorsi di mattoni, riceve le acque da una chiusa risalente all'età dei Farnese, percorre circa 400 metri per uscire dal lato opposto del costone della montagna, nella forra del Rio Vicano appunto. Le acque dell'emissario, da un paio d'anni sotto la soglia per le scarsissime precipitazioni, fuoriescono dal lago tramite una galleria artificiale a sezione circolare costruita negli anni '90 del XX secolo.
Sin dall'antichità la costruzione dell'emissario ha permesso un ingente abbassamento del livello delle acque, trasformando parte del lago, e soprattutto tutta la zona Nord della caldera (le cosiddette "Pantanacce") in un territorio fertile. La geografia del lago che possiamo vedere oggi è dunque diversa da quella originaria: il monte Venere, nato a seguito dell'ultima fase di attività del vulcano vicano (terminata 90.000 anni fa) che ora sorge nella parte settentrionale della conca dandole la caratteristica forma "a ferro di cavallo", era probabilmente una penisola e la superficie dello specchio d'acqua era quasi doppia di quella oggi misurabile. L'antico tunnel di emissione è stato affiancato alla fine degli anni '90 da un tunnel artificiale in cemento armato a sezione ogivale in cui confluiscono le acque del bacino, mediante una complessa regolazione elettroidraulica della portata d'acqua gestita, dall'ARDIS della Regione Lazio.

## Riserva naturale

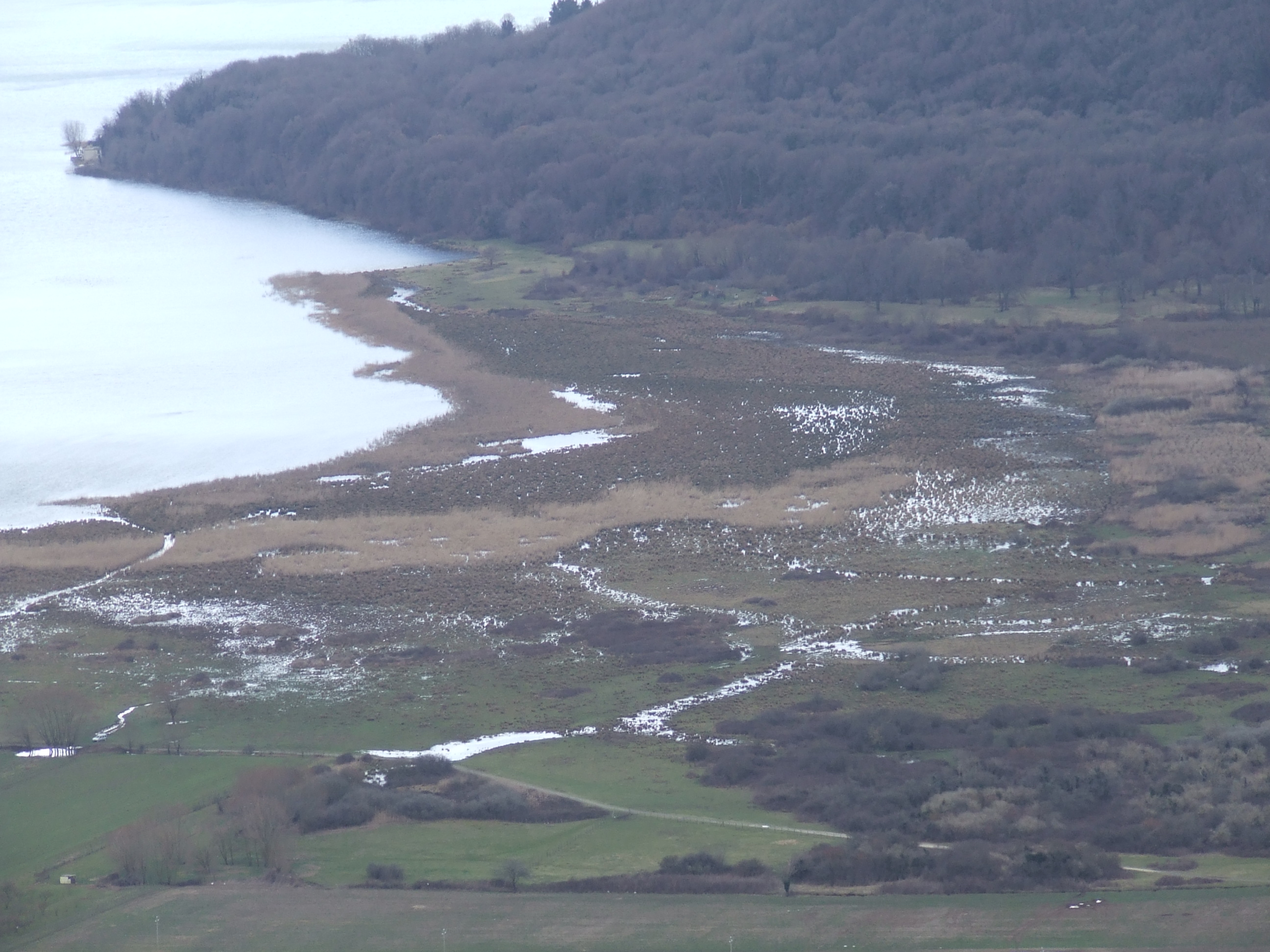
La riserva comprende l'ampia zona umida intorno al lago

Sin dal 1982, con la legge regionale L.R. 47, 28.09.82, il lago di Vico e la zona umida circostante sono stati dichiarati riserva naturale parziale, e tutelati come area naturale protetta. Nel 2008 la Riserva è stata estesa anche al territorio amministrato dal Comune di Ronciglione, arrivando quindi a comprendere l'intera caldera vulcanica.

### Flora e fauna

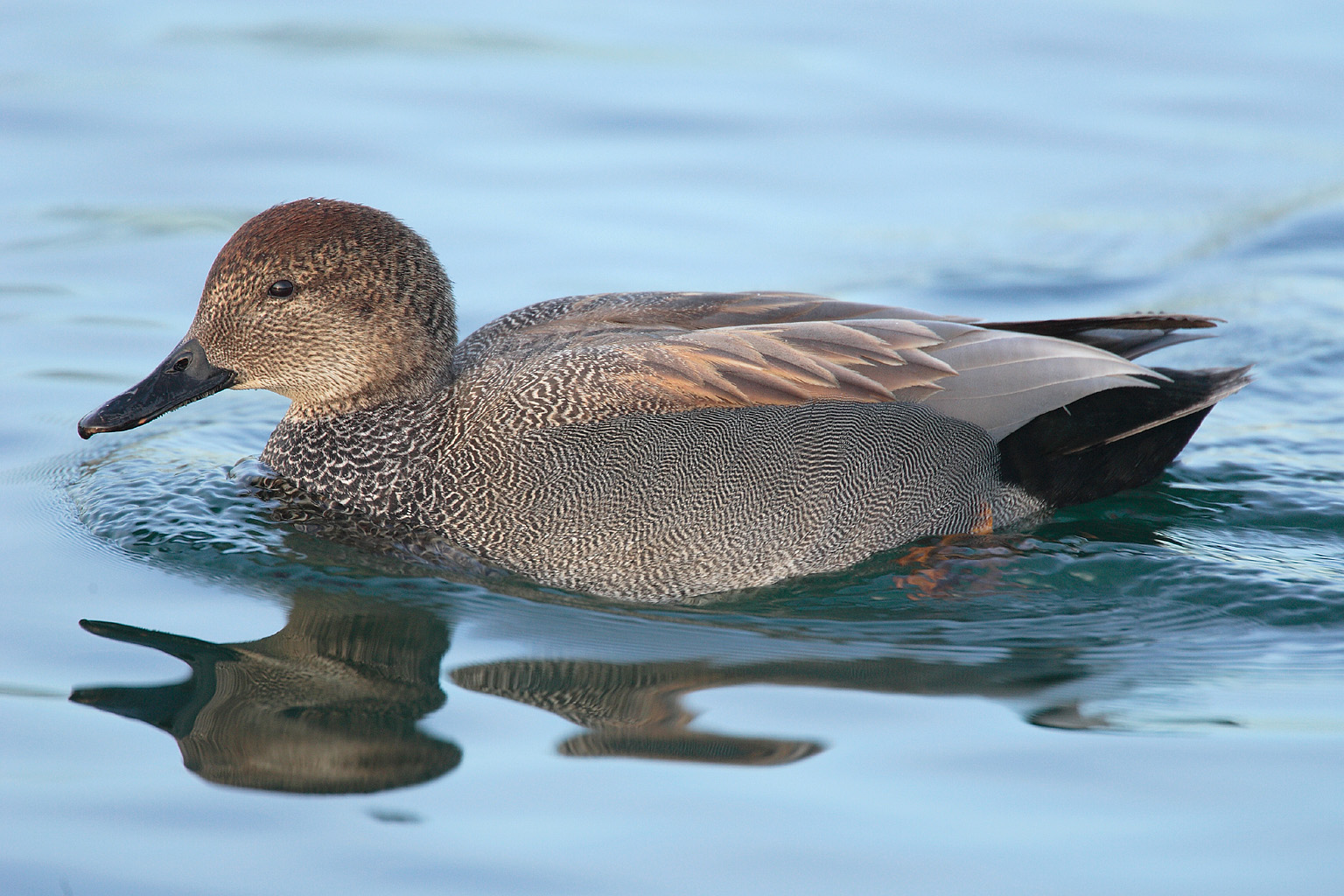
Maschio di canapiglia (Anas strepera)

Foreste di faggi, estese cerrete, canneti, spiagge, coltivi: un territorio ricco di ambienti diversi fra loro consente lo sviluppo di diverse specie vegetali e di molte specie animali.
L'ittiofauna, favorita dalla buona qualità delle acque, comprende specie autoctone (il luccio e la tinca) e specie alloctone (il coregone, il persico reale e l'agone).
Numerosi gli anfibi come la rana verde, la raganella, il rospo comune e quello smeraldino; tra i rettili la natrice dal collare, la testuggine comune e il colubro d'Esculapio.
Tra i mammiferi, scomparsa da non molti anni la lontra, sono presenti la volpe, il tasso, il cinghiale, la martora, la puzzola e, sempre più raro, il gatto selvatico.
L'elemento di maggiore interesse e di richiamo per i visitatori appassionati di natura è costituito dall'avifauna, assai varia data la presenza di ambienti diversi come il bosco, la palude, i prati umidi, i coltivi e lo specchio d'acqua.
Sulle sponde o sul pelo dell'acqua sono osservabili molti uccelli acquatici, dalle folaghe, agli anatidi come il moriglione, la moretta, il germano reale, il fischione, la canapiglia, l'alzavola. Tra le altre specie lo svasso maggiore, simbolo della Riserva, gli aironi bianchi, quelli cinerei, la garzetta, il tarabusino, il porciglione, la sgarza ciuffetto, lo svasso piccolo e gli storni che a migliaia passano le notti invernali sui salici della ripa e sui canneti.
I rapaci annoverano il lanario (Falco biarmicus), il nibbio bruno, lo sparviero, la poiana, il gheppio, il falco di palude, il falco pellegrino.
Nei boschi vivono rapaci notturni come il barbagianni, l'allocco, il gufo comune, la civetta, l'assiolo.
Nel fitto dei boschi vivono anche picchi, ghiandaie, fringuelli, cinciarelle, upupe, scriccioli.

## Qualità dell'acqua
Il lago è balneabile così come risulta dai dati dell'Agenzia regionale per la protezione ambientale del Lazio, che ha diffuso i dati storici della balneazione del periodo 2006-2011, 2012-2013 e per l'anno 2014.
Gli ultimi dati disponibili (luglio 2018) sono legati ai prelievi e alle successive analisi effettuate dalla Goletta Verde di Legambiente che non hanno evidenziato livelli di inquinamento delle acque. L'acqua del lago, data la composizione vulcanica dei suoli, presenta valori di arsenico che ne rendono necessaria la depurazione prima che venga immessa nella rete idrica dei centri vicini. Le cianotossine prodotte da alcune alghe, in particolare dalla Phlantotrix rubescens, le cui fioriture algali sono state favorite dalle sostanze usate per concimare i terreni agricoli, sono uno dei problemi rilevati nelle acque che ne pregiudica la potabilità. Purtroppo, infatti, l'abuso di fertilizzanti (nitrati in particolare) per supportare la coltivazione intensiva della nocciola ha portato a fenomeni di eutrofizzazione delle acque del lago, mettendo a serio rischio l'ecosistema lacustre, spingendo infine il consiglio di Stato a imporre alla regione di prendere provvedimenti urgenti.
Le ultime analisi dell’ARPA del Lazio e dell’ASL di Viterbo sono del 16 ottobre 2023 e hanno registrato valori al limite o di poco superiori alla soglia dei 10 milligrammi per litro di arsenico, sia nell’acqua che proviene dal lago di Vico che in quella prelevata da un’altra falda sul vicino monte Fogliano. Nei mesi di maggio e giugno 2023 alcune zone del lago si sono inoltre colorate di rosso a causa di una fioritura di alghe anomala. Era già accaduto ad aprile e a settembre del 2022 e l’ARPA, nei dati sulla balneabilità dei laghi laziali, aveva denunciato "elevati valori di cianobatteri".

## Centri abitati prossimi alle rive del lago
- Ronciglione, a sud-est.
- Caprarola, ad est.
- San Martino al Cimino, a nord-ovest.